# Retroescavadeira
Retroescavadeira (português brasileiro) ou retroescavadora (português europeu) é um trator ou máquina de terraplenagem equipada com uma pá carregadeira (caçamba) montada na frente e uma pequena concha (caçamba) na traseira do veículo. Diferente de um trator de pneus, que é usado para puxar cargas (tracionar) a retroescavadeira é empregada nas construções urbanas e rurais (carregamento de materiais, limpeza urbana, abertura de valas, etc...). As retroescavadeiras são equipadas com motor diesel, transmissão, sistema hidráulico, sistema elétrico, eixos com tração 4x2 ou 4x4, freios, embreagem, etc..

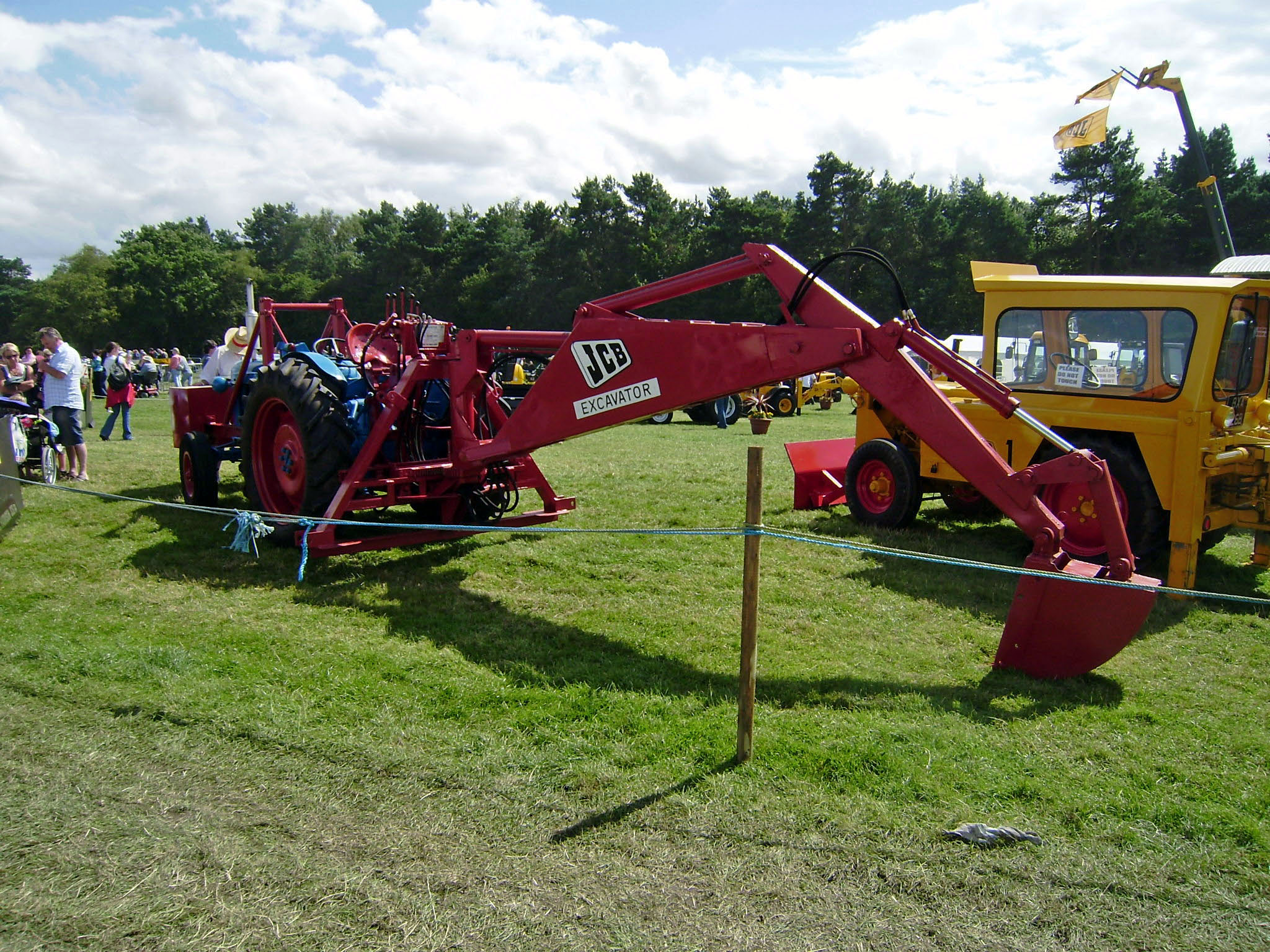
A JCB MK1 foi a primeira retroescavadeira do mundo

A retroescavadeira foi inventada em 1953, na cidade de Uttoxeter, interior da Inglaterra por Joseph Cyril Bamford fundador da J.C. Bamford (JCB). Na ocasião, o Sr. Joseph Cyril Bamford conectou um braço de uma escavadeira a traseira de um trator Fordson com carregadeira e criou a primeira retroescavadeira do mundo.
Uma retroescavadeira hidráulica é movida por um motor diesel que aciona uma bomba hidráulica. Essa bomba hidráulica, através de mangueiras, alimenta os cilindros hidráulicos com óleo hidráulico armazenados em um reservatório. Conforme os movimentos que o operador faz nas alavancas de controle, o óleo hidráulico movimenta os pistões dos cilindros pra dentro e pra fora da camisa e esses movimentos são transferidos para os braços e caçambas para efetuar o trabalho. Por outro lado, o motor também aciona uma transmissão que transfere os movimentos para os eixos e posteriormente para as rodas, fazendo com que a máquina se movimente nos dois sentidos, frente e ré.
Hoje as retroescavadeiras podem ser equipadas com vários implementos, como garfos, martelos hidráulicos, valetadeiras, pinças, vassouras hidráulicas, etc., tornando-as umas das máquinas mais versáteis na construção, indústria e agricultura.

## Fabricantes mais Conhecidos.
- Case Corporation
- Caterpillar Inc.
- Fiatalis
- Forza BR
- Fiat
- Hitachi
- Hidromek Ltd.
- Huddig
- Hydrema
- Hymas
- Hyundai
- Hy-Dynamic (Bucyrus-Erie)
- J.C. Bamford (JCB)
- John Deere Tractors
- Komatsu
- Lännen
- Massey Ferguson
- New Holland
- Randon
- Terex
- Venieri
- Volvo
- LiuGong
- XCMG